# Shuguang (socken i Kina, Sichuan)
Shuguang (kinesiska: 曙光乡, 曙光) är en socken i Kina. Den ligger i provinsen Sichuan, i den sydvästra delen av landet, omkring 100 kilometer öster om provinshuvudstaden Chengdu. Antalet invånare är 7 743. Befolkningen består av 3 870 kvinnor och 3 873 män. Barn under 15 år utgör 15,0 %, vuxna 15-64 år 69 %, och äldre över 65 år 15,0 %.
Genomsnittlig årsnederbörd är 1 312 millimeter. Den regnigaste månaden är juli, med i genomsnitt 321 mm nederbörd, och den torraste är december, med 6 mm nederbörd.